# Балашов, Владимир Михайлович
Влади́мир Миха́йлович Балашо́в — штурман бомбардировщика 1-й авиационной эскадрильи 207-го дальнебомбардировочного авиационного полка 42-й дальнебомбардировочной авиационной дивизии 3-го авиационного корпуса дальней бомбардировочной авиации Дальнебомбардировочной авиации, лейтенант. Погиб во время боевого вылета, по одной из версий — в результате тарана немецкой механизированной колонны. Герой России, посмертно.
Родился в 1919 году в Нижнем Новгороде. Русский. В 1940 году окончил Челябинское военное авиационное училище лётчиков-наблюдателей. Проходил военную службу в Дальневосточном военном округе в качестве штурмана корабля Дальнебомбардировочной авиации. На момент начала Великой Отечественной войны служил в 3-й (с 24 июня — в 1-й) эскадрилье 207-го дальнебомбардировочного авиаполка штурманом в экипаже Александра Маслова.

## Гибель
26 июня 1941 года при нанесении удара по вражеской колонне на шоссе Молодечно — Радошковичи бомбардировщик ДБ-3Ф, штурманом которого был Владимир Балашов, был подбит и упал около д. Декшняны. Вместе с ним погибли все члены экипажа: командир корабля капитан Александр Маслов, стрелок-радист старший сержант Григорий Реутов, стрелок младший сержант Бахтурас Бейскбаев. Согласно одной из версий, командир корабля Маслов направил горящую машину на скопление вражеской техники на шоссе.

## Обстоятельства гибели В. М. Балашова: версии и факты
Так как свидетельств гибели самолёта А. С. Маслова не было, Владимир Балашов, как и весь экипаж считался «пропавшим без вести». По идеологии того времени военные, чья смерть не была точно установлена, подозревались в возможной «измене Родине».
В 1951 году для последующего торжественного захоронения была произведена эксгумация останков из предполагаемой могилы однополчанина Балашова, командира 2-й эскадрильи Николая Гастелло, который, как считалось, совершил прославленный «огненный таран» в тот же день, когда погиб экипаж Маслова. Однако, на месте захоронения были найдены личные вещи капитана Александра Маслова и стрелка-радиста Григория Реутова — членов экипажа В. Балашова. Руководивший перезахоронением подполковник Котельников с санкции партийных органов провёл секретное расследование, в результате которого было установлено, что на месте предполагаемого тарана Гастелло потерпел крушение самолёт Александра Маслова. Так как данные о том, что на месте предлагаемого подвига Гастелло на самом деле погиб другой экипаж, противоречили официальной версии «огненного тарана», информация о месте гибели членов экипажа Маслова не была обнародована, обстоятельства их смерти не расследовались. Останки В. Балашова и других членов экипажа без огласки перезахоронили в братской могиле на кладбище Радошковичей, фрагменты их бомбардировщика — отправлены в музеи страны, как останки самолёта Гастелло, на месте гибели экипажа Маслова был установлен памятник-монумент, посвященный подвигу экипажа Н. Ф. Гастелло.

### Версии гибели
В конце 80-х — начале 90-х годов XX века общественности стало известно о том, что на месте известного всей стране «огненного тарана» Н. Гастелло на самом деле потерпел крушение самолёт Александра Маслова. В связи с этим родилась версия, что колонну вражеской техники таранил экипаж Маслова, а не Гастелло. Усилиями сторонников версии тарана Маслова Владимир Балашов, как и все члены экипажа, в 1992 году был удостоен ордена Отечественной войны I степени, а в 1996 году — звания «Герой России» с формулировкой: «За мужество и героизм, проявленные в борьбе с немецко-фашистскими захватчиками в Великой Отечественной войне 1941—1945 годов». При этом ряд исследователей смущал тот факт, что обломки ДБ-3 Маслова были обнаружены не на дороге, по которой шли колонны врага, а в стороне от неё, и, значит, тарана не было. Но именно в стороне от дороги и скапливались немецкие грузовики для заправки горючим, куда и мог направить свой подбитый самолёт Маслов. Кстати, обломки самолёта Гастелло, таранившего колонну у деревни Мацки тоже были найдены не на самой дороге, а в болоте, куда столкнули их немцы, чтобы расчистить путь для машин после огненного тарана. В любом случае сам вылет дальних бомбардировщиков не на бомбардировку противника  с большой высоты (для чего и создан ДБ-3), а на штурмовку с 600 метров вражеской колонны, плотно прикрытой огнём малокалиберной зенитной артиллерии врага, уже подвиг! Здесь не лишне вспомнить, что на штурмовке танковых колонн геройски погибли ещё 13 бомбардировщиков ДБ-3, взлетавших, как и Маслов с Гастелло, из под Смоленска. Это экипажи: Кошелькова, Маркова, Мультановского, Новобранова, Орла, Петрова, Петрова, Плаксина, Поспелова, Родина, Токмакова, Шеглова и Якушева.

### Факты
В истории гибели Владимира Михайловича Балашова достоверным можно считать:
- дату гибели — 26 июня 1941 года
- место крушения самолёта — у села Декшняны
- место захоронения — братская могила в пгт. Радошковичи

Не доказан факт наземного тарана бомбардировщиком Маслова.
Установление истины осложняется тем, что имеющиеся свидетельства противоречивы и запутаны, а многие документы утрачены как в ходе Великой Отечественной войны, так и в послевоенное время.

## Награды
- Орден Отечественной войны I степени (1992, посмертно). Приказ Главнокомандующего Объединёнными Вооружёнными Силами СНГ № 43 от 27.04.1992.
- Звание «Герой России» (1996, посмертно). Указ Президента Российской Федерации № 635 от 2.05.1996.